# Shannon Chan-Kent
Shannon Chan-Kent (n. Vancouver, Canadá. 23 de septiembre de 1988) es una actriz de voz y cantante estadounidense de origen canadiense.
Entre sus principales papeles están los de Pinkie Pie en My Little Pony: La Magia de la Amistad, Silver Spoon en My Little Pony, Cerecita en Rosita Fresita: Aventuras en Tutti Frutti y la voz en inglés de Misa Amane en Death Note.
Además de su carrera como actriz de voz, también es una cantante de ópera con el rango de soprano, habiéndose graduado con una licenciatura y una maestría en ópera en la Universidad de Columbia Británica, y es parte de la Orquesta Metropolitana de Vancouver.
En 2020, ella se mudó de Vancouver a Los Ángeles, California.

## Papeles de voz

### Animación
- Pucca - Jefa de policía
- Barbie in a Christmas Carol - Ann/Nan
- Barbie in A Mermaid Tale - Deandra
- Barbie: A Fashion Fairy Tale - Delphine
- Barbie: Princess Charm School - Princesa Isla
- My Little Pony: La Magia de la Amistad - Pinkie Pie, Silver Spoon
- Rosita Fresita: Aventuras en Tutti Frutti - Cerecita
- Super libro - Joy Pepper
- Voltron Force - Larmina
- Littlest Pet Shop - Brittany y Whittany Biskit, Youngmee Song
- Slugterra - Beatrice "Trixie" Sting
- Dinosaur Train - Allie Alamosaurus
- My Little Pony: Equestria Girls - Pinkie Pie
- Bajoterra: Maldad del más allá -Trixie Sting
- Bajoterra: El regreso de las Elementales - Trixie Sting
- Bajoterra: La hora de Babosa-Fu - Trixie Sting.
- Bajoterra: Caverna del Este - Trixie Sting

### Cine
- Spectacular! - Janet
- Quest for Zhu - Pipsqueak

### Televisión
- Life Unexpected - Brynn
- Life Sentence - Finley